# ۸ مایل: موسیقی فیلم و الهام‌گرفته از آن
۸ مایل: موسیقی فیلم و الهام‌گرفته از آن (انگلیسی: 8 Mile: Music from and Inspired by the Motion Picture) آلبوم موسیقی متن رسمی از فیلم ۲۰۰۲ با همین نام است. آلبوم توسط هنرمندان مختلفی ایفا شده‌است و تحت ناشر شیدی رکوردز منتشر شد. این آلبوم باعث ایجاد تک‌آهنگ برتر «خودتو غرق کن» از امینم شد که درفیلم نیمه زندگینامه‌ای نیز به ایفای نقش می‌پردازد.
۸ مایل: موسیقی فیلم و الهام‌گرفته از آن با فروش ۷۰۰٬۰۰۰ نسخه در هفته اول انتشار خود، در رتبه یک بیلبورد ۲۰۰ شروع به کار کرد. آلبوم در هفته دوم ۵۱۰٬۰۰۰ نسخه به فروش رساند و در نهایت با فروش ۳٫۴ میلیون نسخه به پنجمین آلبوم پرفروش در سال ۲۰۰۲ تبدیل شد. این آلبوم گواهی پلاتین چهارتایی از انجمن صنعت ضبط موسیقی ایالات متحده آمریکا (آرآی‌ای‌ای) دریافت کرد. آلبوم با ترانه رتبه یک جهانی «خودتو غرق کن» همراه بود که جایزه اسکار برای بهترین ترانه اصلی را به دست آورد.